# Chlorogomphus brunneus
Chlorogomphus brunneus är en trollsländeart. Chlorogomphus brunneus ingår i släktet Chlorogomphus och familjen kungstrollsländor.

## Underarter
Arten delas in i följande underarter:
- C. b. brunneus
- C. b. costalis
- C. b. keramensis

## Bildgalleri

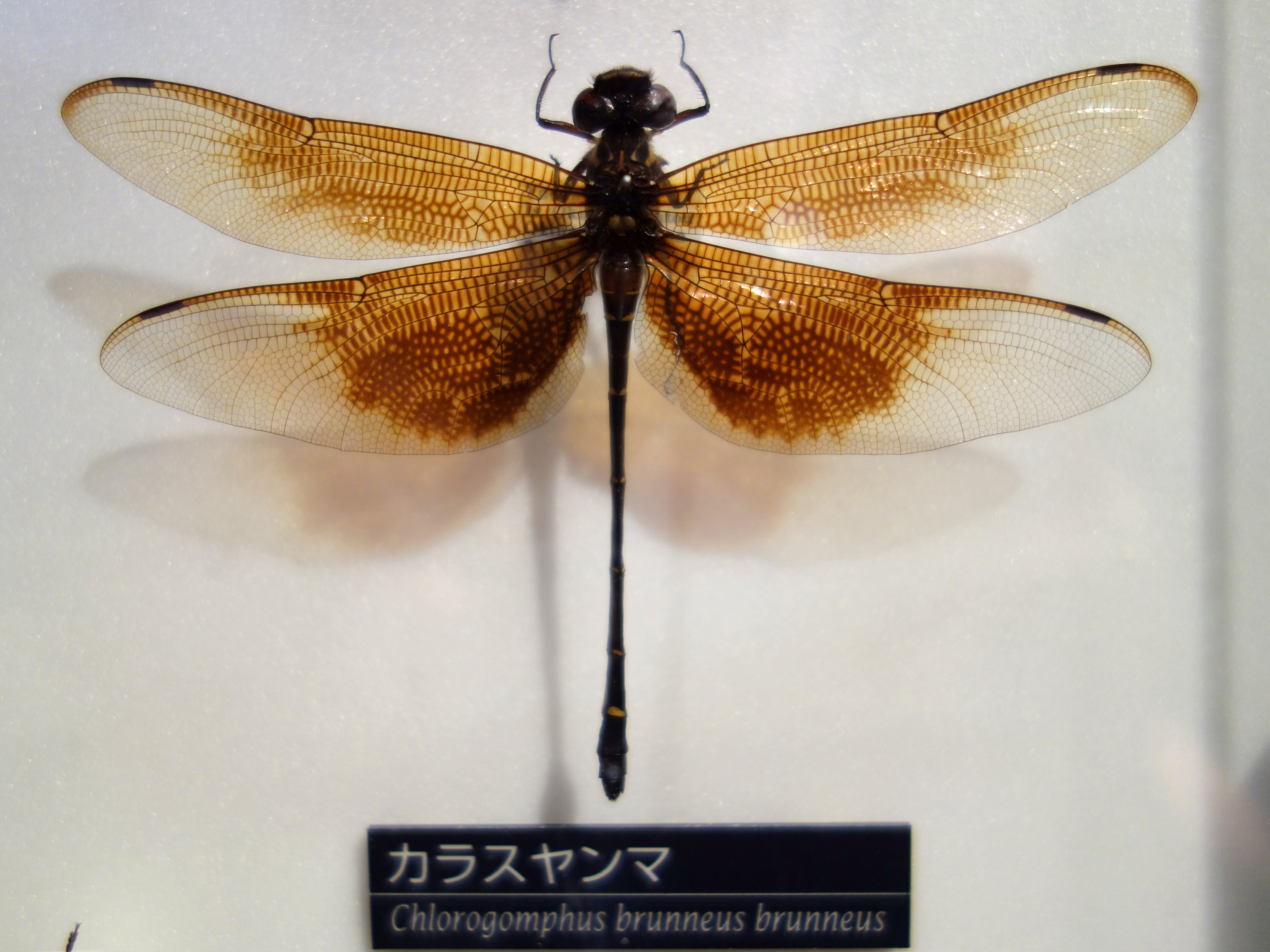